# Претендент (ТВ-шоу)
Претендент — спортивне реаліті-шоу виробництва NBC. Перший епізод серіалу вийшов в ефір 7 березня 2005 року. Всього було знято 5 сезонів, а також спеціальний випуск до першого сезону The Contender Rematch: Mora vs. Manfredo. За форматом оригінального шоу також відзнято проєкти The Contender Challenge: UK vs. USA, The Contender Asia, The Contender Australia та український проєкт «Ти чемпіон».
12 грудня 2005 року в Україні на телеканалі ICTV стартував показ 1 сезону телешоу. 

## Виноски
1. ↑  Новини ICTV (7 грудня 2005). "Претендент" - нове реаліті-шоу на ICTV. ICTV. Архів оригіналу за 9 липня 2013. Процитовано 19 грудня 2010.